# Teatro Pablo Tobón Uribe
El Teatro Pablo Tobón Uribe es una sala de teatro de Medellín, Colombia, ubicado en la avenida La Playa. Ha sido uno de los más tradicionales escenarios de la ciudad, ofrece una variada programación durante todo el año, fue inaugurado el 2 de agosto de 1967, y es el que mejor acústica ofrece para presentaciones musicales y teatrales. El Teatro tiene capacidad para 883 personas, de las cuales 508 se ubican en luneta, y 375 en balcón. Fue diseñado por el arquitecto Nel Rodríguez.

## Historia
El 29 de julio de 1952 se conformó la Junta del Teatro mediante decreto 353, que estuvo integrada por los siguientes funcionarios y personas o sus respectivos representantes: el gobernador, el alcalde, el presidente de la Sociedad de Mejoras Públicas de Medellín -S.M.P-, el presidente de la Asociación Nacional de Industriales, y Pablo Tobón Uribe. 
El 13 de octubre del mismo año, mediante decreto N.º 487, se constituyó la Fundación Teatro Pablo Tobón Uribe, creada con la única finalidad de dotar a Medellín de un teatro moderno de primera categoría, destinado a la presentación de espectáculos y actos artísticos, dramáticos, musicales, literarios y científicos, a través de los cuales se fomentaría el adelanto cultural de los medellinenses y de los antioqueños en general. 
El capital inicial se constituyó con 1 000 000 de pesos, donados por Tobón Uribe, un lote de 4201 varas cuadradas, aportado por el Municipio para la construcción del teatro, y un auxilio de 200 000 del Gobierno Nacional. La dirección la debía asumir una junta, integrada por los representantes ya mencionados, con un miembro adicional, delegado del Ministerio de Higiene.
En 1953 se legaliza el terreno para la construcción del teatro. Por el norte mide 102 m y bordea la calle 52; por el sur, 96 m en la calle 51; por el oriente, 24 m en la carrera 39; y por el occidente, 55 m en la carrera 40. En el mismo año se realizó el contrato con la firma H.M. Rodríguez e hijos para la realización de los planos y cálculos del edificio, y el 3 de noviembre de 1954 se aprobaron los diseños y se autoriza a dicha firma para la dirección de las obras de construcción del teatro.
A finales de 1957, se encontraba lista la obra negra del edificio, pero hacían falta: los pisos móviles del escenario, parte de la instalación eléctrica, el aire acondicionado, los pisos definitivos, la tramoya, los parqueaderos, el acabado de la fachada y las cortinas, entre otras obras. 
El diseño del teatro suscitó cierta polémica y su construcción sufrió varios retrasos. En 1958, por problemas financieros se suspenden las obras de construcción del teatro, quedando como faltantes, obras de acabado y acondicionamiento técnico del edificio. En 1959 se conformó una Junta Cívica del Teatro, para buscar aportes en el sector público y privado para la terminación del teatro.
Aunque abrió sus puertas hacia finales de los años cincuenta, la inauguración oficial fue el 2 de agosto de 1967.